# Journal of Neurology
Journal of Neurology – czasopismo medyczne poświęcone neurologii. Założone w 1891 roku w Lipsku jako „Deutsche Zeitschrift für Nervenheilkunde”, pierwszymi redaktorami byli Adolf von Strümpell, Wilhelm Heinrich Erb, Friedrich Schultze i Ludwig Lichtheim. W 1970 roku zmieniło tytuł na „Zeitschrift für Neurologie”, od 1974 ukazuje się pod obecnym tytułem. Redaktorami naczelnymi w 2011 roku są R.A. Barker i G. Said.